# Charles Yosei Muneria
Charles Yosei Muneria, född 10 februari 1996, är en kenyansk långdistanslöpare.
Muneria tävlade för Kenya vid olympiska sommarspelen 2016 i Rio de Janeiro, där han blev utslagen i försöksheatet på 5 000 meter.